# Поворот на ноль градусов
«Поворот на ноль градусов» (перс. مدار صفر درجه‎, Madare sefr darajeh) — иранский телесериал 2007 года, выпущенный в сотрудничестве кинематографистами Ирана, Венгрии, Франции и Ливана. Это один из наиболее дорогих фильмов Ирана, и один из вызвавших наибольший интерес иранской телеаудитории.
Фильм посвящён событиям Холокоста, и его выход совпал с заявлениями президента М. Ахмадинежада, отрицавшего масштабы Холокоста.

## Сюжет
Иранский студент Хабиб Парса (актёр Шахаб Хоссейни) едет учиться в Париж. Там он знакомится с молодой француженкой еврейского происхождения по имени Сара Струк, которая учится в том же университете. Сначала они чувствуют неприязнь друг к другу, но постепенно неприязнь перерастает в любовь. Им приходится выдержать и преследования нацистов, и противостояние дяди (брата погибшего отца) Сары, который не хочет, чтобы его дочь выходила замуж за иноверца, однако всё заканчивается «хэппи эндом».
Толчком к созданию фильма послужила история Абдул-Хусейна Сардари, реального иранского консула в Париже, который во время Второй мировой войны оформил иранские паспорта более чем для тысячи европейских евреев, чтобы они могли спастись от уничтожения.
В то же время фильм проводит традиционное для Ирана разделение между собственно евреями, за которыми в Иране закреплены определённые законодательные права, и «сионизмом», который считается разрушительной идеологией. Дядя Сары изображён как типичный, закоренелый сионист.